# Tjörns kommun
Tjörns kommun är en kommun i Västra Götalands län, i före detta Göteborgs och Bohus län. Skärhamn är kommunens centralort och dess största tätort.
Tjörns kommun omfattar ön Tjörn samt mer än 1 500 omkringliggande mindre öar, holmar och skär, varav flertalet är obebodda. Huvudön är uppskuren av breda vikar och  genomkorsas av ett stort antal sprickdalar. Dalbottnarna är fyllda med lera och används som odlings- och betesmark. Av naturliga skäl har det lokala näringslivet haft en stark anknytning till områdets geografiska läge i havet. Exempel på sådana näringar är; rederier, varv, fiskkonservindustri och hamnrörelse.  
Sedan kommunen bildades 1971 har befolkningstrenden varit positiv, med en rask befolkningsökning fram till mitten på 1990-talet. Kommunpolitiken har dominerats av borgerliga partier.

## Administrativ historik
Kommunens område motsvarar socknarna Klövedal, Stenkyrka och Valla, alla i Tjörns härad. I dessa socknar bildades vid kommunreformen 1862 landskommuner med motsvarande namn. 1903 bildades Klädesholmens landskommun genom utbrytning ur Stenkyrka landskommun. 1918 bildades Rönnängs landskommun genom utbrytning ur Stenkyrka landskommun.
Inom området fanns följande municipalsamhällen:
- Bleket inrättades 18 mars 1920, upplöstes vid utgången av 1959.
- Flatholmen inrättades 24 augusti 1906, upplöstes vid utgången av 1941.
- Klädesholmen inrättades 29 januari 1886, upplöstes vid utgången av 1959.
- Kyrkesund inrättades 29 september 1899, upplöstes vid utgången av 1959.
- Skärhamn inrättades 18 februari 1888, upplöstes vid utgången av 1959.
- Stora Dyrön inrättades 6 juli 1906, upplöstes vid utgången av 1959.
- Tjörnekalv inrättades 29 januari 1886, upplöstes vid utgången av 1959.
- Åstol inrättades 29 januari 1886, upplöstes vid utgången av 1959.

Vid kommunreformen 1952 bildades Tjörns landskommun genom sammanläggning av samtliga landskommuner i området.
Tjörns kommun bildades vid kommunreformen 1971 genom en ombildning av Tjörns landskommun.
Kommunen ingick sedan bildandet till 2006 i Stenungsunds domsaga och kommunen ingår sedan 2006 i Uddevalla domsaga.

## Geografi
Tjörns kommun omfattar ön Tjörn samt mer än 1 500 omkringliggande mindre öar, holmar och skär, varav flertalet är obebodda.
Kommunen är belägen i de södra delarna av landskapet Bohuslän och är omgiven Skagerrak med Kungälvs kommun och Stenungsunds kommun i öster och Orusts kommun i norr, alla i före detta Göteborgs och Bohus län. Kommunen skiljs från fastlandet av Hakefjorden och Askeröfjorden och från ön Orust av Stigfjorden.

### Topografi och hydrografi
Breviks kile på västra sidan och Svanviks kile på östra sidan är breda vikar som skär upp huvudön som genomkorsas av ett stort antal sprickdalar. Dess höjder är kala eller delvis klädda med ljung medan dess dalar är lummiga och med betydande inslag av ädellövträd. Dalbottnarna är fyllda med lera och används som odlings- och betesmark. Ytterkusten är kargare och ytterskärgårdens öar domineras av kala klippor med vindpinade busksnår i skrevorna. Örika vattenområden finns kring huvudön, exempelvis Stigfjorden mellan Tjörn och Orust.
Nedan presenteras andelen av den totala ytan 2020 i kommunen jämfört med riket.
|  | Bebyggelse (15,2 %) |

|  | Skog (32,9 %) |

|  | Öppen myrmark (0,8 %) |

|  | Jordbruksmark (17,0 %) |

|  | Övrig mark (34,2 %) |

|  | Bebyggelse (3,1 %) |

|  | Skog (68,0 %) |

|  | Öppen myrmark (7,2 %) |

|  | Jordbruksmark (7,4 %) |

|  | Övrig mark (14,3 %) |

### Naturskydd
År 2023 fanns åtta naturreservat i Tjörns kommun: Breviks kile, Säby kile, Tuveslätt och Toftenäs ligger på huvudön medan Kälkerön och Härön utgörs av två andra öar. Inom kommunen ligger också reservatet Stigfjorden som beskrivs som ett "innanhav i miniatyr" och Pater Noster-skärgården.
Ungefär 9,6 procent (16 procent av landytan)  av Tjörns kommuns areal hade år 2019 skydd i form av naturreservat, naturvårdsområden, naturminnen och biotopskydd. Detta motsvarade 2 675 hektar.

### Administrativ indelning
Fram till 2016 var kommunen för befolkningsrapportering indelad i fyra församlingar: Klövedals församling, Rönnängs församling, Stenkyrka församling och Valla församling.

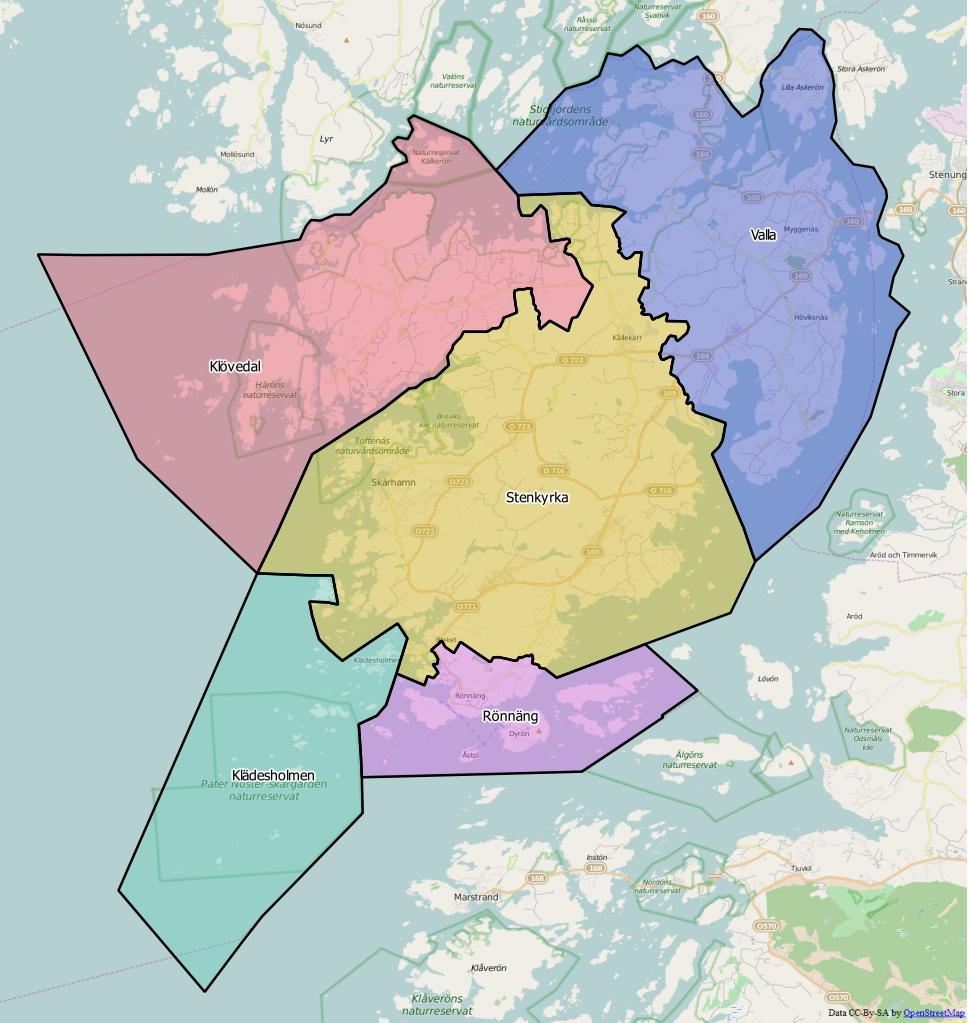
Distrikt (socknar) inom Tjörns kommun

Från 2016 indelas kommunen istället i fem  distrikt, vilka motsvarar de tidigare socknarna: Klädesholmen, Klövedal, Rönnäng, Stenkyrka och Valla.

### Tätorter
- Bleket
- Djupvik och Fagerfjäll
- Höviksnäs
- Klövedal
- Kyrkesund och Bö
- Kållekärr
- Myggenäs
- Rönnäng
- Skärhamn
- Stora Dyrön

## Styre och politik

### Styre
Tjörns kommun styrs sedan valet 2022 av Moderaterna, Liberalerna och Centerpartiet med stöd av Sverigedemokraterna och Tjörnpartiet. Tjörn är medlem i Göteborgsregionens kommunalförbund.
| År        | Partier | Partier | Partier | Partier | Partier | Partier |
| --------- | ------- | ------- | ------- | ------- | ------- | ------- |
| 1994–1998 | S       | M       |         |         |         |         |
| 1998–2002 | M       | L       | KD      | SB      | KAL     | C       |
| 2002–2006 | S       | KD      | SB      |         |         |         |
| 2006–2010 | S       | L       | C       |         |         |         |
| 2010-2014 | M       | L       | KD      | SB      | C       |         |
| 2014–2018 | M       | L       | KD      | C       | MP      |         |
| 2018–2022 | M       | L       | KD      | C       | MP      |         |
| 2022–2026 | M       | L       | C       |         |         |         |

### Kommunfullmäktige

#### Presidium
| Presidium 2022–2026    | Presidium 2022–2026 | Presidium 2022–2026    |
| ---------------------- | ------------------- | ---------------------- |
| Ordförande             | C                   | Robert Mattson         |
| Förste vice ordförande | L                   | Gun Alexandersson-Malm |
| Andre vice ordförande  | S                   | Rosalie Sanyang        |

#### Mandatfördelning 1970–2022
| 7 | 5 | 22 |  | 6 |

| 39 |

| 8 | 4 | 2 | 8 | 12 |  | 6 |

| 40 |

| 8 |  | 4 | 9 | 11 |  | 7 |

| 37 |

| 9 | 3 | 8 | 12 |  | 8 |

| 32 | 9 |

|  | 10 | 3 | 7 | 8 | 2 | 10 |

| 32 | 9 |

|  | 10 |  | 3 | 3 | 12 | 2 | 9 |

| 32 | 9 |

|  | 9 | 3 | 3 | 2 | 4 | 11 | 2 | 6 |

| 29 | 12 |

| 12 |  |  | 3 |  | 3 | 8 | 4 | 8 |

| 28 | 13 |

| 17 | 2 |  | 2 |  | 3 | 6 | 2 | 7 |

| 25 | 16 |

|  | 14 |  | 3 | 3 | 2 | 6 | 5 | 6 |

| 27 | 14 |

|  | 14 |  | 3 | 5 | 2 | 6 | 4 | 5 |

| 27 | 14 |

|  | 13 |  | 2 | 5 | 2 | 6 | 4 | 7 |

| 28 | 13 |

|  | 13 | 2 |  | 2 | 2 | 2 | 6 | 3 | 9 |

| 25 | 16 |

|  | 12 | 2 | 3 | 3 | 2 | 6 | 3 | 9 |

| 28 | 13 |

| 2 | 9 | 2 | 4 | 5 | 2 | 6 | 3 | 8 |

| 27 | 14 |

| 2 | 10 |  | 5 | 5 | 2 | 5 | 5 | 6 |

### Nämnder

#### Kommunstyrelse
| Presidium 2023–2026    | Presidium 2023–2026 | Presidium 2023–2026 |
| ---------------------- | ------------------- | ------------------- |
| Ordförande             | L                   | Martin Johansen     |
| Förste vice ordförande | M                   | Bo Bertelsen        |
| Andre vice ordförande  | S                   | Ludwig Andréasson   |

#### Lista över kommunstyrelsens ordförande
- Martin Johansen, Liberalerna, 2008–[14]
- Eva Berilsson-Styvén, Socialdemokraterna, –2008[14]

Denna lista hämtas från Wikidata. Informationen kan ändras där.

#### Övriga nämnder
Avser mandatperioden 2022–2026.
| Nämnd                        | Ordförande | Ordförande             | Vice ordförande | Vice ordförande  | Andre vice ordförande | Andre vice ordförande |
| ---------------------------- | ---------- | ---------------------- | --------------- | ---------------- | --------------------- | --------------------- |
| Socialnämnden                | L          | Gun Alexandersson Malm | M               | Yvonne Andersson | S                     | Anette Johannessen    |
| Kultur- och fritidsnämnden   | L          | Benita Nilsson         | SD              | Rikard Simensen  | S                     | Kerstin Gunneröd      |
| Samhällsbyggnadsnämnden      | M          | Bengt-Arne Andersson   | SD              | Jenn Johansson   | S                     | Rikard Larsson        |
| Barn- och utbildningsnämnden | L          | Gunnemar Olsson        | SD              | Bertil Ahlstrand | KD                    | Björn Möller          |
| Valnämnden                   | C          | Karin Mattson          | S               | Benny Halldin    |                       |                       |

## Ekonomi och infrastruktur

### Näringsliv

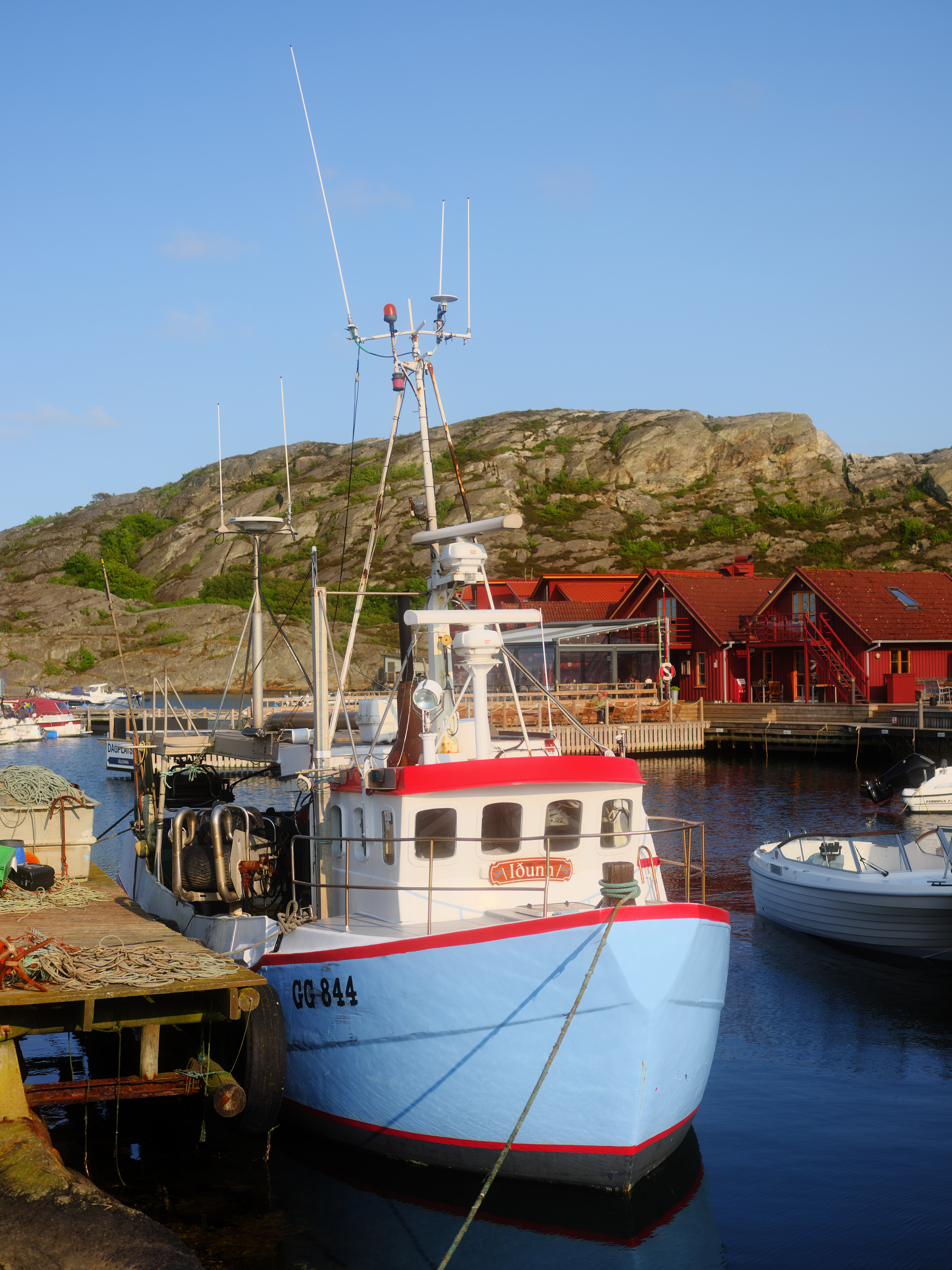
GG 844 Idunn är en av Tjörn kvarvarande fiskefartyg.

Av naturliga skäl har det lokala näringslivet haft en stark anknytning till områdets geografiska läge i havet. Exempel på sådana näringar är; rederier, varv, fiskkonservindustri och hamnrörelse. I början av 2020-talet var Tjörn en utpräglad småföretagarkommun. Det största företaget var Wahamn AB som sysslade med hamnverksamhet och bilmontering. De största branscherna var byggindustrin, handel och livsmedlsindustri. Den av tradition starka fiskkonservindustrin, var koncentrerad till Klädesholmen.

### Infrastruktur

#### Transporter
Med länsväg 160 har kommunen broförbindelser till Stenungsund via Tjörnbron över Askeröfjorden och till Orust via Skåpesundsbron. Kommunen genomkorsas även av länsväg 169.
I kommunen ligger också Wallhamn, som var Sveriges tredje största containerhamn 2023.

## Befolkning

### Demografi

#### Befolkningsutveckling
Kommunen har 16 077 invånare (31 mars 2025), vilket placerar den på 148:e plats avseende folkmängd bland Sveriges kommuner. 
| Befolkningsutvecklingen i Tjörns kommun 1970–2020 | Befolkningsutvecklingen i Tjörns kommun 1970–2020 | Befolkningsutvecklingen i Tjörns kommun 1970–2020 | Befolkningsutvecklingen i Tjörns kommun 1970–2020 | Befolkningsutvecklingen i Tjörns kommun 1970–2020 |
| ------------------------------------------------- | ------------------------------------------------- | ------------------------------------------------- | ------------------------------------------------- | ------------------------------------------------- |
|                                                   |                                                   |                                                   |                                                   |                                                   |
| År                                                |                                                   |                                                   | Folkmängd                                         |                                                   |
| 1970                                              | 1970                                              |                                                   | 9 334                                             |                                                   |
| 1975                                              | 1975                                              |                                                   | 10 618                                            |                                                   |
| 1980                                              | 1980                                              |                                                   | 11 701                                            |                                                   |
| 1985                                              | 1985                                              |                                                   | 12 482                                            |                                                   |
| 1990                                              | 1990                                              |                                                   | 13 919                                            |                                                   |
| 1995                                              | 1995                                              |                                                   | 14 602                                            |                                                   |
| 2000                                              | 2000                                              |                                                   | 14 733                                            |                                                   |
| 2005                                              | 2005                                              |                                                   | 15 022                                            |                                                   |
| 2010                                              | 2010                                              |                                                   | 14 955                                            |                                                   |
| 2015                                              | 2015                                              |                                                   | 15 315                                            |                                                   |
| 2020                                              | 2020                                              |                                                   | 16 147                                            |                                                   |

## Kultur

### Museum
I kommunen fanns ett flertal museum 2023. Bland dessa Nordiska Akvarellmuseet som öppnade i Skärhamn år 2000 och visar akvarellkonst från Europa. Hembygdsmuseet i Bräcke öppnade 1947 och visar Bräcke gård, väderkvarnen i Stordal och i Fjällebro samt stenstugan på Säby ö, vilken ligger i närheten av museet Säbygården. Andra museum är Villa Solfrid, Skärhamns sjöfartsmuseum, Klädesholmens Museum ”Sillebua” och Åstols hembygdsmuseum "Gröna Boden".

### Konstarter

#### Musik
Efter 12 år togs Visfestivalen på Tjörn upp igen 2005. Festivalen, som arrangerades av Visans vänner, hölls då på Bräcke hembygdsgård. Festivalen lades ner igen 2016.  

#### Offentlig konst
Sedan 2020 är Kultur- och fritidsnämnden i Tjörns kommun ansvarig för konstnärlig gestaltning i offentlig miljö. Då tillämpade inte kommunen den nationella principen 1%-regeln för investering av konst. Kommunen gjorde istället en årlig avsättning i investeringsbudgeten för konstnärlig gestaltning i offentlig miljö.
Som exempel på den offentliga konsten i kommunen kan nämnas Ylva Kullenbergs Två elefantstolar och Per Agueliis Snigel, båda vid  förskolan i Kållekärr, och den årliga sommarutställningen Skulptur i Pilane. Det anordnas också utställningar i konstrummet på Skärhamns bibliotek.

#### Arkitektur
När sillen kom tillbaka till området under 1700-talet visade staten intresse för fisket och de som ville bosätta sig i området fick skattefrihet och fri tomträtt. Befolkningen växte och relaterade verksamheter, så som salterier, etablerades. De många husen byggdes på klippor och tätt intill varandra i skydd mot blåsten. Typisk för husen är  ljusa träfasader, röda tegeltak, proportioner på enkel- och dubbelhusen och husens placering i landskapet tydliga karaktärsdrag för området, i synnerhet i de gamla fiskesamhällena och de traditionella lantbruksmiljöerna.

### Kulturarv
Området som utgör Tjörns kommun ligger i en gammal kulturbygd där språk, musik och kulturtraditioner påverkats av förbindelserna över haven med Norge, Island och de brittiska öarna.

### Kommunvapen
Blasonering: I av blått och silver ginstyckad sköld en ginbalksvis ställd störtad hummer i motsatta tinkturer.
Vapnet skapades 1977 för kommunen och går tillbaka på ett häradssigill från 1664, där en hummer avbildas. Registrering i PRV skedde 1979.